# Tromsø
Tromsø (, severnosamijsko Romsa finsko Tromssa; Kven Tromssa; švedsko Tromsö) je mesto v občini Tromsø v okrožju Troms og Finnmark na Norveškem. Mesto je upravno središče občine in tudi upravno središče okraja Troms. Škofija Nord-Hålogaland in njen škof imata sedež v stolnici v Tromsøju v mestu. Mesto leži na otoku Tromsøya, ta pa v prelivu Tromsøysundet, tik ob kopnem severne Norveške. Celinsko predmestje Tromsdalen je s središčem mesta na Tromsøyi povezano z mostom Tromsø in predorom Tromsøysund. Predmestje Kvaløysletta na otoku Kvaløya je s središčem mesta povezano z mostom Sandnessund.
Mesto s površino 21,25 kvadratnih kilometrov ima (2017) 64.448 prebivalcev, kar daje mestu gostoto prebivalstva 3033 prebivalcev na kvadratni kilometer. Središče mesta (na Tromsøyi) ima 38.980 prebivalcev. Celinski del mesta, Tromsdalen, ima 16.787 prebivalcev, predmestje Kvaløysletta na otoku Kvaløya pa 8681 prebivalcev. Najbolj naseljeno mesto severno od Tromsøja na Norveškem je Alta s 15.094 prebivalci (2017), zaradi česar je Tromsø zelo veliko mesto za ta obsežen podeželski severni del Norveške in najsevernejše mesto na svetu z več kot 20.000 prebivalci. Je največje urbano območje na severu Norveške in tretje največje severno od arktičnega kroga kjerkoli na svetu (za Murmanskom in Norilskom).
Največji delodajalki v mestu sta Univerza Tromsø (UiT) in Univerzitetna bolnišnica Severne Norveške. V Tromsøju ima svoj sedež tudi Norveški polarni inštitut. Observatorij Northern Lights je bil ustanovljen leta 1928 in dve podjetji, povezani s Kongsberg Gruppen, zbirata satelitske podatke iz vesolja z uporabo observatorija. Ribiška industrija je zelo pomembna. Norveški Norges Råfisklag in Norges sjømatråd (svet za morsko hrano) imata sedež v Tromsøju. Sparebanken Nord-Norge ima tudi svoj sedež v mestu. Poleg tega ima tukaj sedež tudi "Skatt nord", agencija norveške davčne uprave.
Mesto je toplejše od večine drugih krajev na isti zemljepisni širini zaradi učinka Zalivskega toka. Podnebje je celo blažje kot kraji, ki so veliko južneje od njega drugod po svetu, na primer v Hudsonovem zalivu in na Daljnem vzhodu Rusije, s toplovodnim tokom, ki kljub zelo visoki zemljepisni širini omogoča razmeroma mile zime in rast dreves.
V središču mesta Tromsø je največ starih lesenih hiš na severu Norveške, najstarejša hiša je iz leta 1789. Mesto je kulturno središče svoje regije, saj poleti poteka več festivalov. Torbjørn Brundtland in Svein Berge iz elektronskega dua Röyksopp ter Lene Marlin sta odraščala in začela kariero v Tromsøju. Znani elektronski glasbenik Geir Jenssen prav tako prihaja iz Tromsøja.

## Etimologija
Mesto Tromsø je dobilo ime po otoku Tromsøya, na katerem stoji. Zadnji element imena mesta izhaja iz besede za 'otok' (norveško øy, dansko ø), vendar je etimologija prvega elementa negotova. Obstaja več teorij. Ena od teorij trdi, da Troms- izhaja iz starega (nezloženega) imena otoka (staronordijsko Trums). Več otokov in rek na Norveškem ima ime Tromsa, imena le-teh pa verjetno izhajajo iz besede straumr, kar pomeni '(močan) tok'. (Prvotna oblika je potem morala biti Strums, za manjkajoče s glej indoevropsko s-mobile.) Druga teorija pravi, da se je Tromsøya prvotno imenovala Lille Tromsøya (Mala Tromsøya), zaradi bližine veliko večjega otoka, ki se danes imenuje Kvaløya, ki se je po tej teoriji prej imenovalo Store Tromsøya zaradi značilne gore, znane kot Tromma ('boben'). Ime gore v samijščini (ali Sámi), Rumbbučohkka, ima enak pomen in naj bi bila sveta gora za Samije v predkrščanskih časih.
Sámijsko ime otoka, Romsa, naj bi bilo izposojeno iz norveščine - vendar je v skladu s fonetičnimi pravili samskega jezika prednji t izginil iz imena. Vendar pa je v neformalni rabi alternativna oblika - Tromsa. Obstaja teorija, ki trdi, da norveško ime Tromsø izhaja iz imena Sámi, čeprav tej teoriji manjka razlaga pomena Romsa. Pogost nesporazum je, da je Tromsøjevo Sámi ime Romssa z dvojnim "s". To pa je tožilnik in rodilnik samostalnika, ki se uporablja, ko se na primer piše 'Občina Tromsø' (Romssa Suohkan). V finščini pa se beseda piše z dvojnim s: Tromssa.

## Zgodovina
Območje je bilo poseljeno že od konca ledene dobe. Arheološka izkopavanja v Tønsviki, tik izven meja mesta, so odkrila artefakte in ostanke zgradb, ki so ocenjene na 9000 do 10.000 let.

### Srednji vek: trdnjava na meji
Bogata nordijska in samijska dediščina tega območja je dobro dokumentirana. Predvideva se, da je nordijski poglavar Ohthere iz Hålogalanda, ki je živel v 890. letih, naselil najjužnejše predele današnje občine Tromsø. Opisal se je, da živi »najdlje na severu od vseh Norvežanov«, pri čemer so območja severno od tega naseljena s Samiji. Islandski vir (Rimbegla) iz 12. stoletja prav tako opisuje fjord Malangen na jugu današnje občine Tromsø kot mejo med nordijskimi in samijskimi obalnimi naselji v tem delu srednjega veka. Na obali južno od te 'meje' je bila tudi obsežna naselbina Sámijev, pa tudi razpršene nordijske naselbine severno od Malangena - na primer, na južni Kvaløyi so našli ostanke tako Sámi kot nordijske železne dobe (0–1050 n. št.).
Prva cerkev na otoku Tromsøya je bila postavljena leta 1252. Ecclesia Sanctae Mariae de Trums juxta paganos (Cerkev svete Marije v Tromsu blizu poganov - imenovani 'pogani' so Samiji) je bila zgrajena med vladavino kralj Haakon Hákonarson. Takrat je bila to najsevernejša cerkev na svetu. Približno v istem času je bilo zgrajeno travnato obzidje za zaščito območja pred napadi iz Karelije in Rusije.
Tromsø ni bil le norveška postojanka na območju, kjer so bili večinoma naseljeni Samiji, ampak tudi obmejno mesto proti Rusiji; novgorodska država je imela pravico obdavčiti Samije vzdolž obale do Lyngstuve in v notranjosti do reke Skibotn ali morda reke Målselv, medtem ko je Norveška smela obdavčiti območja vzhodno do - in vključno - polotoka Kola. V naslednjih petsto letih se bo meja Norveške z Rusijo in meja norveške poselitve pomaknila proti vzhodu do Sør-Varangerja, s čimer bo Tromsø izgubil svoj značaj 'obmejnega mesta'.

### 17. in 19. stoletje: "severni Pariz"
V 17. stoletju, ko je Dansko-Norveška utrjevala svojo zahtevo po severni obali Skandinavije in v tem obdobju je bila zgrajena reduta Skansen. Kljub temu, da je dom le približno 80 ljudem, je bil Tromsø razglašen za kjøpstad in leta 1794 izdal svojo mestno listino kralj Kristijan VII. Danski To je sovpadlo z ukinitvijo stoletja starega monopola mesta Bergen nad trgovino s trsko in je bila neposredna posledica tega. Tromsø je hitro pridobil na pomenu. Škofija Hålogaland je bila ustanovljena leta 1804, prvi škof pa je bil Mathias Bonsak Krogh. Mesto je bilo ustanovljeno kot občina Tromsø 1. januarja 1838 (zakon formannskapsdistrikt), vendar je bilo takrat po površini zelo majhno. Sčasoma se je občina z združevanjem s sosednjimi območji močno povečala (zlasti v 1960-ih).
Arktični lov, od Nove dežele do Kanade, se je začel okrog leta 1820. Do leta 1850 je bil Tromsø glavno središče arktičnega lova, ki je prehitel nekdanje središče Hammerfest, mesto pa je trgovalo od Arhangelska do Bordeauxa.
Leta 1848 je bila šola za usposabljanje učiteljev prav tako preseljena iz Trondenesa (blizu današnjega Harstada) v Tromsø, del njene misije pa je bilo izobraževanje samskih učenjakov - obstajala je kvota, ki je zagotavljala, da so Sámi pridobili dostop. Učiteljski šoli je leta 1872 sledil muzej Tromsø in leta 1877 pivovarna Mack Brewery.
V 19. stoletju je Tromsø postal znan kot »severni Pariz«. Kako je ta vzdevek nastal, ni jasno, vendar se na splošno domneva, da so bili ljudje v Tromsøju videti veliko bolj prefinjeni, kot so obiskovalci z juga običajno pričakovali.

### Zgodnje 1900: raziskovanje in vojna
Do konca 19. stoletja je Tromsø postal glavno arktično trgovsko središče, iz katerega so odhajale številne arktične odprave. Raziskovalci, kot so Roald Amundsen, Umberto Nobile in Fridtjof Nansen, so izkoristili znanje in izkušnje v Tromsøju o razmerah na Arktiki in svoje posadke pogosto zaposlili v mestu. Observatorij severnega sija je bil ustanovljen leta 1927.
Ko je Nemčija leta 1940 napadla Norveško, je Tromsø za kratek čas služil kot sedež norveške vlade. General Carl Gustav Fleischer je prispel v Tromsø 10. aprila 1940 po letenju v grozljivih razmerah. Iz Tromsøja je izdal ukaze za popolno civilno in vojaško mobilizacijo ter razglasil severno Norveško za vojno. Fleischerjev strateški načrt je bil najprej izbrisati nemške sile pri Narviku in nato premestiti svojo divizijo v Nordland, da bi se srečal z nemškim napredovanjem iz Trøndelaga. Nemci so sčasoma zavzeli celotno Norveško, potem ko je bila zavezniška podpora umaknjena, čeprav so pri Narviku naleteli na oster odpor bataljona Alta s sedežem v Finnmarku. Tromsø se je vojni izognil nepoškodovan, čeprav je RAF 12. novembra 1944 pri otoku Tromsøy potopil nemško bojno ladjo Tirpitz, pri čemer je umrlo skoraj 1000 nemških mornarjev.
Ob koncu vojne je mesto sprejelo na tisoče beguncev iz okrožja Finnmark in severnih območij Tromsa - območij, ki so jih nemške sile opustošile s taktiko požgane zemlje v pričakovanju ofenzive Rdeče armade.

### Zgodovina občine
Mesto Tromsø je bilo kot samostojna občina ustanovljeno 1. januarja 1838 (zakon formannskapsdistrikt). Mesto je bilo v celoti obkroženo z deželnim okrožjem Tromsøe (podeželska občina Tromsø / pozneje preimenovana v Tromsøysund), vendar sta se upravljala ločeno. Ko se je mesto povečalo, so bila mesta dodana območja iz podeželskega okrožja.
1. januarja 1861 je bilo območje Tromsøysund (prebivalstvo 110) preneseno v mesto Tromsø. 1. januarja 1873 je bilo v mesto preneseno nenaseljeno območje Tromsøysunda. 1. julija 1915 je bilo drugo območje Tromsøysunda (512 prebivalcev) združeno v mesto Tromsø. 1. januarja 1955 je bilo območje Bjerkaker na Tromsøyi (1583 prebivalcev) preneseno iz Tromsøysunda v mesto Tromsø.
V 1960-ih je bilo po vsej Norveški veliko občinskih združitev zaradi dela odbora Schei. 1. januarja 1964 so mesto Tromsø (prebivalstvo 12.602), občina Tromsøysund (prebivalstvo 16.727), večina občine Ullsfjord razen območja Svendsby (prebivalstvo 2.019) in večina občine Hillesøy razen saj so bili vsi deli na otoku Senja (prebivalstvo 1316) združeni v novo, večjo občino Tromsø.
Tromsø je 12. največja občina na Norveškem s 77.095 prebivalci. Središče je na vzhodni strani otoka Tromsøya — več kot 300 kilometrov severno od arktičnega kroga na 69°40′33″N 18°55′10″E / 69.67583°N 18.91944°E. Predmestna območja so Kroken, Tromsdalen (na celini, vzhodno od Tromsøya), preostali del otoka Tromsøya in vzhodni del velikega Kvaløya, zahodno od otoka Tromsøya. Most Tromsø in predor Tromsøysund prečkata ožino Tromsøysundet, ki po cesti povezuje celino s Tromsøyo. Na zahodni strani mesta most Sandnessund povezuje otok Tromsøya z otokom Kvaløya.
V občini je veliko visokih gora: Hamperokken, Jiehkkevárri, Store Blåmann, Store Fornestinden in Tromsdalstinden. Gorovje Lyngenske Alpe leži vzdolž občinske meje Tromsø-Lyngen. V občini Tromsø je veliko otokov, tudi Hillesøya, Kvaløya, Rebbenesøya, Ringvassøya, Sommarøya in Tromsøya. Obstaja tudi več fjordov, kot Balsfjorden, Kaldfjorden, Malangen in Ullsfjorden.

### Svetloba in tema
Polnočno sonce se pojavi od približno 18. maja do 26. julija, vendar gore na severu za nekaj dni blokirajo pogled nanj, kar pomeni, da lahko vidimo polnočno sonce od približno 21. maja do 21. julija. Zaradi visoke zemljepisne širine Tromsøja je mrak dolg, kar pomeni, da med koncem aprila in sredino avgusta ni prave teme.
Sonce ostane pod obzorjem med polarno nočjo od približno 26. novembra do 15. januarja, vendar zaradi gora sonce ni vidno od 21. novembra do 21. januarja. Vrnitev sonca je priložnost za praznovanje. Vendar pa je zaradi mraka tudi okoli zime za nekaj ur nekaj dnevne svetlobe, pogosto z modrikasto svetlobo. Noči se hitro krajšajo. Do 21. februarja je sonce nad obzorjem od 7.45 do 16.10, do 1. aprila pa je nad obzorjem od 5.50 do 19.50 (poletni čas). Če vključimo astronomski somrak kot 'ni noč', potem ima Tromso le 14 ur noči na zimski solsticij.
Kombinacija snežne odeje in sonca pogosto ustvarja intenzivno svetlobo od konca februarja do skopljenja snega v nižinah (običajno konec aprila), zato so sončna očala nujna pri smučanju. Zaradi teh diametralno različnih svetlobnih razmer pozimi jo Norvežani pogosto delijo na dva letna časa: Mørketid (polarna noč) in Seinvinter (pozna zima).
Iz mesta Tromsø je možno opazovati aurora borealis (severni sij), saj je severna Norveška v avroralnem območju. Ker je poleti vedno svetlo, polarni sij ni viden od konca aprila do sredine avgusta. Poleg tega je Tromsø zaradi obalne lege pogosto podvržen oblačnim razmeram, zaradi česar ni mogoče videti polarnega sija, tudi če je prisoten.

## Mestna pokrajina
Strnjeno mestno središče ima največjo koncentracijo zgodovinskih lesenih hiš severno od mesta Trondheim, ki sobivajo s sodobno arhitekturo. Hiše so iz let 1789 do 1904, ko je bila gradnja lesenih hiš v središču mesta prepovedana, tako kot v več drugih norveških mestih. Najstarejša hiša v Tromsøju je Skansen, zgrajena leta 1789 na ostankih travnatega obzidja iz 13. stoletja.
Polarni muzej Polarmuseet, ki je v pristanišču iz leta 1837, predstavlja preteklost Tromsøja kot središča za lov na Arktiko in izhodišče za arktične odprave. Stolnica Tromsø, edina lesena stolnica na Norveškem, zgrajena leta 1861, je sredi mesta, prav tako majhna katoliška cerkev Vår Frue ('Naša Gospa'). Najstarejši kino v Severni Evropi, ki je še v uporabi, Verdensteatret, je bil zgrajen v letih 1915–16. Kino ima velike stenske poslikave, ki jih je leta 1921 izdelal lokalni umetnik Sverre Mack in prikazujejo prizore iz norveškega ljudskega izročila in pravljic.
Arktična katedrala, sodobna cerkev, zgrajena leta 1965, je na celini, obrnjena proti prelivu in središču mesta. Cerkev, v resnici župnijska, je narisal Jan Inge Hovig. Akvarij in doživljajski center Polaria iz leta 1998 je kratek sprehod južno od središča mesta. Muzej Tromsø je univerzitetni muzej, ki predstavlja kulturo in naravo severne Norveške. Muzej prikazuje tudi arktično-alpski botanični vrt, najsevernejši botanični vrt na svetu. Žičnica se povzpne na goro Storsteinen, 420 metrov nad morsko gladino, s panoramskim razgledom na Tromsø. Velika znamenitost je tudi gora Tromsdalstinden, visoka 1238 metrov, na celini, ki jo je zlahka opaziti iz središča mesta. Na vrhu Tromsøya je jezero Prestvannet.

## Pobratena mesta
Tromsø je pobraten z:
- Anchorage, Aljaska, ZDA (1969)
- Gaza, Palestina (2001)
- Kemi, Finska (1940)
- občina Luleå, Švedska (1950)
- Quetzaltenango, Gvatemala (1999)
- Zagreb, Hrvaška (1971)

Tromsø je 10. julija 1972 podpisal pobrateni sporazum z Murmanskom in ga prekinil 22. oktobra 2022 po ruski invaziji na Ukrajino februarja 2022.